# Dżubb Kahwa
Dżubb Kahwa (arab. جب قهوة) – wieś w Syrii, w muhafazie Aleppo. W 2004 roku liczyła 365 mieszkańców.